# Liste des îles des Bermudes

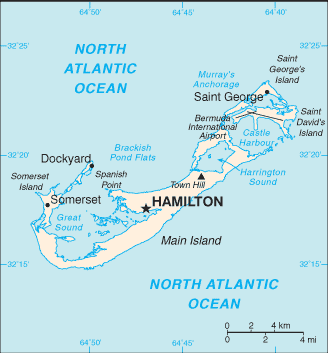
Une carte des Bermudes

Les Bermudes sont un archipel composé d'une centaine d'îles et d'îlots.

## Îles principales
Les Bermudes sont constituées de six îles principales, de taille très variables, mais qui contiennent la majorité de la population :
- Grande Bermude, de loin la plus grande île de l'archipel
- Au nord-est :
  - Île Saint George
  - Île Saint David
- À l'ouest :
  - Île Somerset
  - Île Boaz
  - Île Ireland (en)

## Liste alphabétique
- Île Agar
- Île Alpha
- Île Banjo
- Île Bartlett
- Île Bartram
- Île Bay
- Île Beta
- Île Bethell
- Île Bird
- Île Bluck
- Île Boaz
- Île Brooks
- Île Burnt
- Île Burt
- Île Castle
- Île Cat
- Île Cave
- Île Charles
- Île Cobbler
- Île Cooper
- Île Crawl
- île Cross
- Île Crow
- Île Current
- Île Daniel
- Île Darrell
- Île Delta
- Île Denslows
- Île Doctor
- Île Dyer
- Île Elizabeth
- Île Epsilon
- Île Eta
- Île Fern
- Île Five Star
- Île Gallows
- Île Gamma
- Île Gibbet
- Île Goat
- Île Goat
- Île Godet
- Île Goose
- Île Governor
- Île Grace
- Île Grazbury
- Île Green
- Île Gunpoint
- Grande Bermude
- Île Haggis
- Île Halfway Rock
- Île Hall
- Île Hawkins
- Île Hen
- Île Higgs
- Île Hinson
- Île Horseshoe
- Île Hospital
- Île Inner Dumbling
- Île Inner King's Point
- Île Iota
- Île Ireland
- Île Irrésistible
- Île Kappa
- Île Lambda
- Île Lapstone
- Île Little Rogue
- Île Little Scaur
- Long Island
- Long Rock Island
- Île Malabar
- Île Marshall
- Île Middle King's Point
- Île Morgan
- Île Mount
- Île Mouse
- Île Mowbray
- Île Nelly
- Île No Name
- Île Nonsuch
- Île North Rock
- Île One Tree
- Île Ordnance
- Île Outer Dumpling
- Île Outer King's Point
- Grande Oswego
- Petite Oswego
- Île Paget
- Île Palm
- Île Partridge
- Île Pearl
- Île Peggy
- Île Perot
- Île Ports
- Île Pudding
- Île Quintons
- Île Rabbit
- Île Redshank
- Île Regatta
- Île Rickett
- Île Riddell
- Île Rogue
- Île Rushy (Saint George's)
- Île Rushy (Pembroke)
- Île Saint David
- Île Saint George
- Île Saltus
- île Smith
- Île Somerset
- Île Spanish
- Île Spectacle (Paget)
- Île Spectacle (Southampton)
- Île Swan
- Île Stags
- Île Stipple
- Île Theta
- Île Tilley
- Île Tobacco Rock
- Île Trunk
- Île Turtle
- Île Watford
- Île Watling
- Île Westcott
- Île Whale
- Île Whalers
- Île White
- Île Zeta

## Sources
- (en) Bermuda's 123 Islands - Bermuda-online.org